# ラリーのミッドライフ★クライシス
『ラリーのミッドライフ★クライシス』（原題：Curb Your Enthusiasm）は、アメリカ合衆国のシットコムシリーズ。HBOで2000年10月15日から放送されている。主演および脚本はラリー・デヴィッド。2021年までに11シーズンが製作され、多くの有名人がゲスト出演している。
ラリーが自らの体験を織り込んで作ったストーリーラインをもとに、基本的には出演者の即興芝居で構成される。これは作品をドキュメンタリー風に見せたいという製作意図によるもので、撮影においてもスタジオカメラではなく肩乗せカメラが使われている。
2023年3月26日、HBOはシーズン12で終了する事を発表した。

## 日本での放送等
スーパーチャンネル(現・スーパー!ドラマTV)で2005年からシーズン1からシーズン8まで放送していた。セリフの中には暴言や性的な言葉が含まれていることがあるが、全てそのまま放送されている（開始前に「制作側を尊重してオリジナルのまま放送します」といった画面が表示される）。
また、Amazonプライムビデオが、2019年から、既放送分シーズン1からシーズン8分までを配信を行っている。
2022年2月には、HBOの番組を多数配信開始したU-NEXTにて、シーズン9～シーズン10分をスキップして、最新シーズンとなるシーズン11の配信が開始された。（スキップしたシーズンは、2023年から、配信されるようになった）、

## 登場人物

### レギュラー
ラリー・デヴィッド（本人役）
アメリカで大ヒットしたコメディシリーズ『となりのサインフェルド』の共同製作者。細かいことにこだわり、思ったことを口に出さずにいられない。その性格が災いし、毎回様々なトラブルを引き起こす。
愛車はトヨタ・プリウス
シェリル・デイヴィッド - 演：シェリル・ハインズ
元女優で、ラリーの妻。ラリーの言動に振り回されながらも、長年にわたって彼の理解者であり続けている。シーズン6で離婚するが、シーズン7で復縁する。
シーズン8でまた破局。
ジェフ・グリーン - 演：ジェフ・ガーリン
ラリーのエージェントで友人。スージーに頭が上がらない。サミーという娘がいる。家族には優しいが、浮気性でもある。
スージー・グリーン - 演：スージー・エスマン
ジェフの妻。物凄い勢いでラリーやジェフを罵倒することが多い。
リチャード・ルイス（本人役）
ラリーの友人のコメディアン。シーズンごとに新しい恋人ができるが、必ずラリーと衝突するため長続きしない。
マーティ・ファンクハウザー - 演：ボブ・アインスタイン
ラリーの旧友だが、口論になることが多い。父、母、娘、妹など、家族に絡むことでもラリーとよくトラブルになる。しゃがれ声の持ち主。
テッド・ダンソン（本人役）
ラリーの友人。
メアリー・スティーンバージェン（本人役）
ラリーの友人。
ワンダ - 演：ワンダ・サイクス
シェリルの友人。
ナット・デイヴィッド - 演：シェリー・バーマン
ラリーの父。
レオン・ブラック　- 演：J・B・スムーヴ
ラリーのガールフレンドのロレッタ・ブラックの弟。ラリーの家の居候となる。

### ゲスト
キャラクターが誇張されてはいるが、基本的に本人役
- ジュリア・ルイス＝ドレイファス（シーズン1、2、7）
- シャキール・オニール（シーズン2）
- ロブ・ライナー（シーズン2）
- デロン・マクビー（シーズン2）
- エドワード・アズナー（シーズン2）
- ジェイソン・アレクサンダー （シーズン2、7）
- アラニス・モリセット（シーズン3）
- マーティン・スコセッシ（シーズン3）
- マイケル・ヨーク（シーズン3）
- ジョーン・リバース（シーズン3）
- デヴィッド・シュワイマー（シーズン4）
- メル・ブルックス（シーズン4）
- ネイサン・レイン（シーズン4）
- スティーヴン・コルベア（シーズン4）
- マグシー・ボーグス（シーズン4）
- ベン・スティラー（シーズン4、6）
- ジェリー・サインフェルド（シーズン4、7） - シーズン4においてはカメオ出演。
- ゲーリー・プレーヤー（シーズン5）
- ダスティン・ホフマン（シーズン5）
- ヒュー・ヘフナー（シーズン5）
- サシャ・バロン・コーエン（シーズン5）
- メキ・ファイファー（シーズン5）
- ロージー・オドネル（シーズン5、7、8）
- ジョン・マッケンロー（シーズン6）
- スティーヴ・クーガン（シーズン6）
- バーバラ・ボクサー（シーズン6）
- ヴィヴィカ・A・フォックス（シーズン6、7）
- マイケル・リチャーズ（シーズン7）
- メグ・ライアン（シーズン7）
- クリスチャン・スレーター（シーズン7）
- エリザベス・シュー（シーズン7）
- ベン・アフレック（シーズン7） - カメオ出演。
- リッキー・ジャーヴェィス（シーズン8）
- アイダ・タートゥーロ（シーズン8）
- ビル・バックナー（シーズン8）
- ムーキー・ウィルソン（シーズン8）カメオ出演
- マイケル・J・フォックス（シーズン8）
- マイケル・ブルームバーグ（シーズン8）
- アルバート・ブルックス（シーズン11）
- ルーシー・リュー（シーズン11）

## エピソード
| シーズン | シーズン   | 話数       | 話数       | 放送期間       | 放送期間       |
| シーズン | シーズン   | 話数       | 話数       | 初回放送       | 最終回放送     |
| -------- | ---------- | ---------- | ---------- | -------------- | -------------- |
|          | スペシャル | スペシャル | スペシャル | 1999年10月17日 | 1999年10月17日 |
|          | 1          | 10         | 10         | 2000年10月15日 | 2000年12月17日 |
|          | 2          | 10         | 10         | 2001年9月23日  | 2001年11月25日 |
|          | 3          | 10         | 10         | 2002年9月15日  | 2002年11月17日 |
|          | 4          | 10         | 10         | 2004年1月4日   | 2004年3月14日  |
|          | 5          | 10         | 10         | 2005年9月25日  | 2005年12月4日  |
|          | 6          | 10         | 10         | 2007年9月9日   | 2007年11月11日 |
|          | 7          | 10         | 10         | 2009年9月20日  | 2009年11月22日 |
|          | 8          | 10         | 10         | 2011年7月10日  | 2011年9月11日  |
|          | 9          | 10         | 10         | 2017年10月1日  | 2017年12月3日  |
|          | 10         | 10         | 10         | 2020年1月19日  | 2020年3月22日  |

## テーマ曲
テーマソング「frolic」は、1974年のイタリア映画「愛のほほえみ」（LA BELLISSIMA ESTATE）で、登場人物レッド・バロンのテーマとして、ルチアーノ・ミケリーニが作曲したものだった。